# Oregoniidae
Los oregoniidos (Oregoniidae) son una familia de cangrejos. Comprende quince especies actuales y cinco fósiles dentro de cuatro géneros.

## Géneros
- Chionoecetes Krøyer, 1838
- Hyas Leach, 1814
- Macroregonia Sakai, 1978
- Oregonia Dana, 1851